# Papa Don’t Leech
«Papa Don’t Leech» (рус. Папа, не вымогай) — шестнадцатый эпизод девятнадцатого сезона Симпсонов, премьера состоялась 13 апреля 2008 года.

## Сюжет
Мэр Куимби обнаружил, что в городской казне закончились деньги. Из-за этого он, с подачи Лизы, начинает сбор налогов с жителей. Одним из самых злостных налогонеплательщиков оказывается бывшая звезда кантри-музыки Ларлин Лампкин. Все жители города начинают её разыскивать, но удача улыбнулась Гомеру. После сложных переговоров с Мардж они решают оставить Ларлин у себя дома. Через некоторое время её находят полицейские и отвозят в суд, где Ларлин приговаривают к выплате $100 каждую неделю, пока кантри-музыка не наберёт былую популярность.

## Культурные отсылки
- Название эпизода является отсылкой к песне певицы Мадонны — «Papa Don't Preach».
- Сцена с аварией в начале эпизода — это отсылка к сериалу Клан сопрано.

## Интересные факты
- Значки на ленте Лизы: Скептицизм, Вегетарианство, Полировка яблок.
- Ларлин Лампкин вернулась на экраны после 16-летнего отсутствия. Впервые она появилась в третьем сезоне в эпизоде «Colonel Homer». Однако она дважды была в роли камео: в эпизодах «Marge vs. the Monorail» и «Team Homer».
- Когда Мардж высаживает Ларлин под мостом, на опорном столбе можно увидеть граффити «El Barto» — «фирменная» подпись Барта.
- Барт «расстреливает» игрушечными солдатиками на своей кровати Мистера Картофельная Голова из мультфильма «История игрушек».